# Еменски каньон
Еменският каньон (или Неговански каньон) е пролом (каньон) на река Негованка (десен приток на Росица, от басейна на Янтра) в Северна България, в Средния Предбалкан, между платото Плужна на запад и Търновските височини на изток в Община Велико Търново, област Велико Търново. Целият каньон представлява живописен антецедентен пролом.
Проломът се поделя на две части – Горен боаз и Долен боаз, с обща дължина около 5 km, като между тях в малко долинно разширение е разположено село Емен. Средната надморска височина на двата каньона е около 228 m.
През 1980 г. Еменският каньон е обявен за защитена местност „Каньона на река Негованка“ с площ 25,5 ha.

## Горният боаз
Започва на около 3 km северозападно от село Ново село, на 302 m н.в., насочва се на североизток и след около 3 km завършва югозападно от село Емен на 238 m н.в. Средната му надморска височина е около 270 m. Целият пролом е всечен в аптски и ургонски варовици, като оградните му склонове са стръмни, на места отвесни, които са с над 50 m височина, с множество водопади и пещери.

## Долният боаз
Започва непосредствено североизточно от село Емен, на 225 m н.в., насочва се на североизток и след около 2 km завършва при „опашката“ на язовир Негованка, на 180 m н.в. Средната му надморска височина е около 200 m. Целият пролом е всечен в аптски и ургонски варовици, като оградните му склонове са стръмни, на места отвесни. В този участък се разкрива най-красивата част от каньона, като в близост се намира и екопътека, която преминава по цялата дължина на Долния боаз. Тя започва с Еменската пещера, разположена на левия бряг на реката, преминава през водопада Момин скок, където е най-тясната част на каньона и завършва в долната част на язовир Негованка.

## Животински свят
В каньона са наблюдавани 38 вида птици, сред които по-редки са черен щъркел (Ciconia nigra), царски орел (Aquila heliaca), орел змияр (Circaetus gallicus), черна каня (Milvus migrans), горска улулица (Strix aluco), скален гълъб (Columba livia livia)

## Топографска карта
- Лист от карта K-35-27. Мащаб: 1 : 100 000.